# Нижнеангарск (городское поселение)
Городско́е поселе́ние «Посёлок Нижнеангарск» — муниципальное образование в Северо-Байкальском районе Бурятии Российской Федерации.
Административный центр — пгт Нижнеангарск.

## История
Статус и границы городского поселения установлены Законом Республики Бурятия от 31 декабря 2004 года № 985-III «Об установлении границ, образовании и наделении статусом муниципальных образований в Республике Бурятия»

## Население
| 2011  | 2012  | 2013  | 2014  | 2015  | 2016  | 2017  |
| ----- | ----- | ----- | ----- | ----- | ----- | ----- |
| 5035  | ↘4976 | ↘4896 | ↘4834 | ↘4794 | ↘4723 | ↘4535 |
| 2018  | 2019  | 2020  | 2021  | 2023  | 2024  | 2025  |
| ↘4412 | ↘4281 | ↘4221 | ↘3897 | ↘3797 | ↘3724 | ↘3658 |

## Состав городского поселения
| № | Населённый пункт | Тип населённого пункта      | Население |
| - | ---------------- | --------------------------- | --------- |
| 1 | Давша            | посёлок                     | →0        |
| 2 | Нижнеангарск     | пгт, административный центр | ↘3724     |